# Ismail Essam
Ismail Essam, egiptovski lokostrelec, * 5. avgust 1967.
Sodeloval je na lokostrelskem delu poletnih olimpijskih igrah leta 2004, kjer je osvojil 62. mesto v individualni konkurenci.